# McConnellstown
McConnellstown es un lugar designado por el censo ubicado en el condado de Greene en el estado estadounidense de Pensilvania. En el año 2010 tenía una población de 1.194 habitantes.

## Geografía
McConnellstown se encuentra ubicado en las coordenadas 40°27′50″N 78°4′2″O / 40.46389, -78.06722.. Según la Oficina del Censo de los Estados Unidos, McConnellstown tiene una superficie total de 3,21 mi² (8,3 km²), de la cual 3,21 mi² (8,3 km²) corresponden a tierra firme y 0 mi² (0 km²) es agua.